# Илия Димушев
Илия Димушев Търпенов е български революционер, деец на Вътрешната македоно-одринска революционна организация, член на Битолския окръжен революционен комитет.

## Биография
Димушев е роден в 1876 година в град Лерин, тогава в Османската империя, днес Флорина, Гърция. Син е на големия лерински чорбаджия Димуш Търпенов. Първоначално образование завършва в родния си град. Учи в Битолската българска класическа гимназия, където е привлечен във ВМОРО от Гьорче Петров и Пере Тошев. Изключен преди да положи изпитите за IV клас Димушев се връща в Лерин през 1895 година. От 1897 до 1900 година е касиер на околийския комитет на ВМОРО в Лерин, подпомага дейността на Марко Лерински. В 1898 година при спор между българи и гъркомани в града за аязмото „Свети Пантелеймон“ Димушев напада гръцкия владика и му оскубва брадата, за което е осъден на една седмица затвор. Димушев работи под ръководството на леринския началник на ВМОРО Георги Попхристов.
След затварянето на Даме Груев в Битоля Попхристов се премества в Битоля и Димушев застава начело на околийския комитет на организацията в Лерин. В 1901 година по време на аферата в Костурско Димушев е арестуван. След Илинденско-Преображенското въстание въстание Димушев се опитва да организира наново Леринско.
Гръцки андартски чети нападат сватбата му, другарите на Димушев отвръщат на стрелбата, но са арестувани заедно с младоженеца, откарани в Битоля и осъдени на 15 години затвор. След застъпничеството на чуждестранните консули са освободени.
През 1904 година прави инспекционна обиколка в Леринско заедно с Даме Груев, след което се прехвърля във Воденско. През 1905 година е делегат за Леринско на Битолски революционен окръг и е избран за касиер на окръжното тяло, но на 14 август е арестуван, заради намерени негови писма в арестуваните четник Пандил Шишков в Айтос. Димушев е осъден на 15 години.
След Младотурската революция в 1908 година е амнистиран, става деец на Съюза на българските конституционни клубове и е избран за делегат на неговия Учредителен конгрес от Лерин. В 1909 година на Отоманския конгрес в Дебър представлява българите от Леринско.
При обявяването на Балканската война през есента на 1912 година се включва в отряда на Васил Чекаларов и Иван Попов в похода им към Костурско. Връща се в завзетия от гръцките войски Лерин и е назначен за кмет на града. При посещение на гръцкия крал в Лерин заявява:
| „ | Българин съм роден, българин ще умра. | “ |

Скоро след това е принуден да избяга през Солун в окупирания от български части Сяр. Взима участие в похода на четите на Васил Чекаларов и Иван Попов през юни - юли 1913 година. След разгрома им от гръцките войски край Екши Су в началото на юли 1913 година успява да достигне родния Лерин, но там на 3 август е пленен от новите гръцки власти. Осъден на смърт, като по-късно присъдата му е заменена с доживотен затвор след защитата от страна на губернатора Нико Загорас. Лежи в Атинския затвор до 7 март 1914 година, когато е амнистиран и екстерниран в България, а имотите му са конфискувани в полза на гръцката държава.
Участва в Първата световна война като доброволец. След войната се установява в Бургас, занимава се с търговия и възглавява местните Леринско дружество и Илинденската организация. Изибиран е за делегат и е член на ръководните тела и на девете организации и в Пловдив.
Умира на 23 или 27 юли 1934 година в Бургас.
На 1 март 1943 година, вдовицата му Кальопа, 61-годишна, родом от Лерин, жителка на Бургас, и също членка на Илинденската организация, подава молба за българска народна пенсия,  която е одобрена и пенсията е отпусната от Министерския съвет на Царство България.

## Родословие
|  |  |  |  |  |  |  |  |                 |                 |                 |                 |                 |                 |  |  |                     |                     |                     |                     |                     |                     |  |  |                                |                                |                                |                                |                                |                                |  |  |                 |                 |                 |                 |                 |                 |  |  |                 |                 |                 |                 |                 |                 |  |  |                            |                            |                            |                            |                            |                            |
|  |  |  |  |  |  |  |  |                 |                 |                 |                 |                 |                 |  |  |                     |                     |                     |                     |                     |                     |  |  |                                |                                |                                |                                |                                |                                |  |  |                 |                 |                 |                 |                 |                 |  |  |                 |                 |                 |                 |                 |                 |  |  |                            |                            |                            |                            |                            |                            |
|  |  |  |  |  |  |  |  | Христо Търпенов | Христо Търпенов | Христо Търпенов | Христо Търпенов | Христо Търпенов | Христо Търпенов |  |  | Константин Търпенов | Константин Търпенов | Константин Търпенов | Константин Търпенов | Константин Търпенов | Константин Търпенов |  |  | Димитър Търпенов (1831 – 1906) | Димитър Търпенов (1831 – 1906) | Димитър Търпенов (1831 – 1906) | Димитър Търпенов (1831 – 1906) | Димитър Търпенов (1831 – 1906) | Димитър Търпенов (1831 – 1906) |  |  | София Търпенова | София Търпенова | София Търпенова | София Търпенова | София Търпенова | София Търпенова |  |  | Георги Търпенов | Георги Търпенов | Георги Търпенов | Георги Търпенов | Георги Търпенов | Георги Търпенов |  |  |                            |                            |                            |                            |                            |                            |
|  |  |  |  |  |  |  |  | Христо Търпенов | Христо Търпенов | Христо Търпенов | Христо Търпенов | Христо Търпенов | Христо Търпенов |  |  | Константин Търпенов | Константин Търпенов | Константин Търпенов | Константин Търпенов | Константин Търпенов | Константин Търпенов |  |  | Димитър Търпенов (1831 – 1906) | Димитър Търпенов (1831 – 1906) | Димитър Търпенов (1831 – 1906) | Димитър Търпенов (1831 – 1906) | Димитър Търпенов (1831 – 1906) | Димитър Търпенов (1831 – 1906) |  |  | София Търпенова | София Търпенова | София Търпенова | София Търпенова | София Търпенова | София Търпенова |  |  | Георги Търпенов | Георги Търпенов | Георги Търпенов | Георги Търпенов | Георги Търпенов | Георги Търпенов |  |  |                            |                            |                            |                            |                            |                            |
|  |  |  |  |  |  |  |  |                 |                 |                 |                 |                 |                 |  |  |                     |                     |                     |                     |                     |                     |  |  |                                |                                |                                |                                |                                |                                |  |  |                 |                 |                 |                 |                 |                 |  |  |                 |                 |                 |                 |                 |                 |  |  |                            |                            |                            |                            |                            |                            |
|  |  |  |  |  |  |  |  |                 |                 |                 |                 |                 |                 |  |  |                     |                     |                     |                     |                     |                     |  |  |                                |                                |                                |                                |                                |                                |  |  |                 |                 |                 |                 |                 |                 |  |  |                 |                 |                 |                 |                 |                 |  |  |                            |                            |                            |                            |                            |                            |
|  |  |  |  |  |  |  |  | Иван Търпенов   | Иван Търпенов   | Иван Търпенов   | Иван Търпенов   | Иван Търпенов   | Иван Търпенов   |  |  | Тодор Търпенов      | Тодор Търпенов      | Тодор Търпенов      | Тодор Търпенов      | Тодор Търпенов      | Тодор Търпенов      |  |  | Илия Димушев (1876 – 1934)     | Илия Димушев (1876 – 1934)     | Илия Димушев (1876 – 1934)     | Илия Димушев (1876 – 1934)     | Илия Димушев (1876 – 1934)     | Илия Димушев (1876 – 1934)     |  |  | Антон Търпенов  | Антон Търпенов  | Антон Търпенов  | Антон Търпенов  | Антон Търпенов  | Антон Търпенов  |  |  | Мария Ролева    | Мария Ролева    | Мария Ролева    | Мария Ролева    | Мария Ролева    | Мария Ролева    |  |  | Стефан Ролев (1865 – 1969) | Стефан Ролев (1865 – 1969) | Стефан Ролев (1865 – 1969) | Стефан Ролев (1865 – 1969) | Стефан Ролев (1865 – 1969) | Стефан Ролев (1865 – 1969) |
|  |  |  |  |  |  |  |  | Иван Търпенов   | Иван Търпенов   | Иван Търпенов   | Иван Търпенов   | Иван Търпенов   | Иван Търпенов   |  |  | Тодор Търпенов      | Тодор Търпенов      | Тодор Търпенов      | Тодор Търпенов      | Тодор Търпенов      | Тодор Търпенов      |  |  | Илия Димушев (1876 – 1934)     | Илия Димушев (1876 – 1934)     | Илия Димушев (1876 – 1934)     | Илия Димушев (1876 – 1934)     | Илия Димушев (1876 – 1934)     | Илия Димушев (1876 – 1934)     |  |  | Антон Търпенов  | Антон Търпенов  | Антон Търпенов  | Антон Търпенов  | Антон Търпенов  | Антон Търпенов  |  |  | Мария Ролева    | Мария Ролева    | Мария Ролева    | Мария Ролева    | Мария Ролева    | Мария Ролева    |  |  | Стефан Ролев (1865 – 1969) | Стефан Ролев (1865 – 1969) | Стефан Ролев (1865 – 1969) | Стефан Ролев (1865 – 1969) | Стефан Ролев (1865 – 1969) | Стефан Ролев (1865 – 1969) |

## Памет
На Илия Димушев е наречена улица в квартал „Дървеница“ в София (Карта).